# Luis Patiño
Luis Fernando Patiño (Barranquilla, 26 de octubre de 1999) es un beisbolista colombiano que se desempeña como lanzador.

## Carrera en la MLB

### Padres de San Diego
El 2 de julio de 2016 Patiño firma con los Padres de San Diego.
En el 2018, Patiño jugó para Fort Wayne TinCaps donde tuvo récord de 6–3, una efectividad de 2.16, y un WHIP de 1.07 en 17 salidas. Patiño comenzó la temporada del 2019 con Lake Elsinore Storm, fue seleccionado para el Juego de Futuras Estrellas del 2019. Fue ascendido a Amarillo Sod Poodles de Doble A en agosto. Estuvo en 20 juegos (19 como inicialista) entre los dos equipos, Patiño tuvo un récord de 6–8 y una efectividad de 2.57 ERA, con 123 ponches en 94 2⁄3 entradas lanzadas.
El 24 de agosto de 2020 fue llamado al equipo principal de los Padres, debutó un 5 de agosto frente a los Dodgers de Los Ángeles, también hizo su aparición en postemporada en tres juegos, el equipo fue eliminado en la Serie Divisional en tres juegos por los Dodgers.

### Mantarrayas de Tampa Bay
Fue traspasado el 29 de diciembre de 2020 a los Rays de Tampa Bay junto a Blake Hunt, Cole Wilcox y Francisco Mejía por el lanzador Blake Snell.
Al momento del traspaso figuraba en la posición 23ª al mejor prospecto en el béisbol por la MLB.
Antes del inicio de la temporada 2021 es enviado a las menores. El 24 de abril es agregado al taxi squad del equipo y activado al día siguiente para ser el abridor del equipo ante Azulejos de Toronto.
El 25 de abril del 2021 debuta con Tampa Bay frente a los Azulejos de Toronto, ese día sus padres estuvieron presentes en el estadio viendo por primera vez a Patiño en un juego de Grandes Ligas.
El 14 de abril de 2022, Patiño fue puesto en lista de lesionados de 60 días por lesión en el oblicuo izquierdo.

### Medias Blancas de Chicago
El 1 de agosto de 2023, Patiño es cambiado por consideraciones monetarias a los Medias Blancas de Chicago.
Patiño es llamado al equipo principal de los Medias Blancas junto al infielder José Rodríguez, Patiño debuta el 2 de septiembre ante los Tigres de Detroit lanzando como relevista. 

### Padres de San Diego
Padres reclaman de waivers a Patiño tras ser puesto en asignación por los Medias Blancas.
Patiño se pierde la temporada 2024 por cirugía en el codo derecho.
Luis Patiño firma nuevamente con los Padres con invitación al spring training para el 2025.

## Números usados en las Grandes Ligas
- 62 San Diego Padres (2020)
- 61 Tampa Bay Rays (2021)
- 1 Tampa Bay Rays (2022-2023)
- 77 Chicago White Sox (2023)

## Estadísticas de pitcheo en Grandes Ligas
Estas son las estadísticas en Grandes Ligas.
| Año   | Equipo            | Liga | Juegos | W | L | % W-L | ERA  | SV | K   |
| ----- | ----------------- | ---- | ------ | - | - | ----- | ---- | -- | --- |
| 2020  | San Diego Padres  | NL   | 11     | 1 | 0 | 1000  | 5.19 | 0  | 21  |
| 2021  | Tampa Bay Rays    | AL   | 19     | 5 | 3 | .625  | 4.31 | 0  | 74  |
| 2022  | Tampa Bay Rays    | AL   | 6      | 1 | 2 | .333  | 8.10 | 0  | 11  |
| 2023  | Tampa Bay Rays    | AL   | 2      | 0 | 0 |       | 9.00 | 0  | 5   |
| 2023  | Chicago White Sox | AL   | 7      | 0 | 1 | .000  | 3.57 | 0  | 13  |
| TOTAL |                   |      | 45     | 7 | 6 | .538  | 5.02 | 0  | 124 |

## Ligas Invernales
Equipos en los que actuó por las diferentes Ligas Invernales.
| Equipo             | Liga                                                   | País                               | Temporada |
| ------------------ | ------------------------------------------------------ | ---------------------------------- | --------- |
| Gigantes del Cibao | Liga de Beisbol Profesional de la República Dominicana | Bandera de la República Dominicana | 2023-24   |